# Lijst van aartsbisschoppen van Kalocsa-Kecskemét

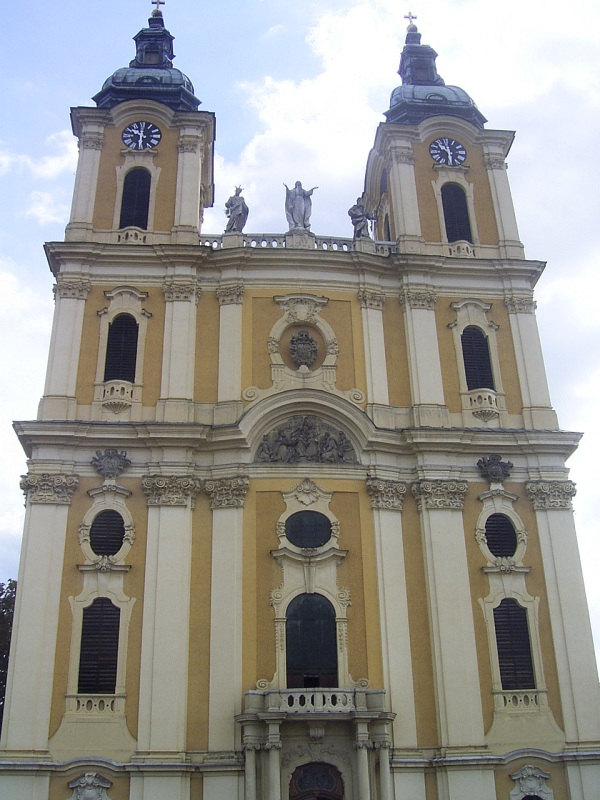
Kathedraal van Kalocsa

Hieronder volgt een Lijst van aartsbisschoppen van Kalocsa-Kecskemét.
Het aartsbisdom Kalocsa-Kecskemét heette tot 1993 aartsbisdom Kalocsa.

## Bisschoppen van Kalocsa
- 1000–1015 Astrik O.S.B.
- 1050–? Georgius I
- 1075–1093 Desiderius
- 1094–? Fabianus
- 1103–? Ugolinus
- 1111 Paulus I
- 1111–? Fulbertus
- 1124–? Gregorius I
- 1131–1134 Fancica

## Aartsbisschoppen van Kalocsa
- 1135–? Simon
- 1142–1149 Muchia
- 1149–1165 Miko
- 1167–? Sayna
- 1169–? Kosmas
- 1176–1186 Andreas I
- 1187–? Stephanus I
- 1189–1190 Paulus II
- 1190 Petrus I Filius Chitilen
- 1192–1202 Saul
- 1202–1205 Johannes I van Meran
- 1206–1218 Berthold van Meran-Andechs
- 1219–1241 Ugrinus
- 1241–1254 Benediktus
- 1255–1256 Thomas I
- 1257–1265 Smaragdus de Sambok
- 1266–1278 Stephanus II
- 1278–1301 Johannes II
- 1302–1305 Stephanus III
- 1305–1312 Vincentius
- 1312–1317 Demetrius
- 1317–1337 Ladislaus I de Jank, O.F.M.
- 1342–1345 Ladislaus II de Kabol
- 1345–1349 Stephanus IV Büki
- 1349–1350 Nikolaus I Szügyi
- 1350–1355 Dionysius Laczkfy
- 1356–1358 Nikolaus II de Garamkeszi
- 1358–1367 Thomas II de Thelegd
- 1367–1382 Stephanus V de Frankló, O.F.Aug.
- 1383–1391Ludwig I. von Helfenstein ()
- 1391–1399 Nikolaus III Bubek
  - 1399–1401 Sedisvacatie
- 1401–1403 Johannes III de Scepus
- 1404–1408 Chrysogonus de Dominis, O.F.M.
- 1408–1410 Nikolaus IV de Corbavia
- 1410–1413 Branda (Administrator)
- 1413–1431 Andreas dei Benzi
  - 1420–1423 Carniarus de Ssholaribus
- 1431–1448 Johannes IV de Boundelmontibus, O.S.B.
  - 1448–1450 Sedisvacatie
- 1450–1456 Raphael Herczegh
- 1457–1471 Stephanus VI kardinaal de Varda
- 1471–1477 Gabriel I de Matuchina
- 1478–1480 Georgius II de Hando
- 1481–1501 Petrus II de Varadino (Petri de Warda)
- 1501–1503 Ladislaus III Gereb
- 1503–1520 Gergely II Frankopan
  - 1520–1523 Sedisvacatie
- 1523–1526 Pál Tomori, O.F.M.
  - 1526–1530 Sedisvacatie
- 1530–1543 János I Frankopan, O.F.M.
  - 1587–1596 Sedisvacatie
- 1565 Paulus IV Gregorianec
- 1565–1572 Sedisvacatie
- 1573–1587 Juraj Drašković van Trakošćan
  - 1587–1596 Sedisvacatie
- 1596–1597 Ján V. Kutassy
  - 1597–1600 Sedisvacatie
- 1600–1607 Martinus Pethe
- 1607–1608 Štefan Szuhay
- 1608–1619 Demetrius Napragy
- 1619–1623 Valentinus Lépes
- 1624–1647 János Telegdy
  - 1647–1649 Sedisvacatie
- 1649–1657 János VII Püski
- 1657–1666 Juraj IV Szelepcsényi de Pohronc
- 1667 Petrus III Petretic
- 1668–1685 Juraj V Széchényi
- 1685–1686 Ján VIII Gubasóczy
- 1686–1687 Martinus II Borkovic, O.S.
- 1688–1695 Leopold Karl van Kollonitsch
- 1696–1710 Paulus V Széchény
- 1710–1732 Imre kardinaal Csáky
- 1733–1745 Gabriel I Hermanus van Patarcic
  - 1745–1747 Sedisvacatie
- 1747–1751 Miklós Csáky
- 1751–1760 Ferenc II van Klobusiczky (ook bisschop van Zagreb en Transsylvanië)
- 1760–1776 József Batthyány
- 1776–1784 Ádám Patachich
  - 1784–1787 Sedisvacatie
- 1787–1817 Ladislaus von Kollonitsch
  - 1817–1822 Sedisvacatie
- 1822–1843 Peter Klobusiczky
  - 1843–1845 Sedisvacatie
- 1845–1851 Ferenc de Nádasdy, Franciscus III de Paula
- 1852–1866 Jozef Kunszt
- 1866–1867 Josef Lonovics van Krivina
- 1867–1891 Lajos Haynald
- 1891–1904 Juraj Császka
- 1905–1910 Julius I Városy de Veszprim
- 1911–1912 Ján Černoch
- 1914–1923 Árpád Lipót Várady
- 1925–1942 Gyula Zichy
- 1942–1943 Julius Glattfelder
- 1943–1961 József Grősz
- 1964–1969 Endre Hamvas
- 1969–1989 József Ijjas
- 1987–1993 László Dankó (vanaf 1993 Aartsbisschop van Kalocsa-Kecskemét)

## Aartsbisschoppen van Kalocsa-Kecskemét
- 1983–1999 László Dankó (tot 1993 Aartsbisschop van Kalocsa)
- sinds 1999 Balázs Bábel